# JR東西線
JR東西線（日语：／ JR Tōzai sen */?）是一條連結日本大阪府大阪市城東區的京橋站至兵庫縣尼崎市的尼崎站的鐵路線。第三種鐵道事業者的關西高速鐵道保有軌道等鐵路設施，第二種鐵道事業者的西日本旅客鐵道（JR西日本）進行旅客運送（幹線）。

## 概要
JR東西線是JR西日本第一條地下路線，1997年3月8日開業。東西向橫貫大阪市街地底的JR東西線，在起點京橋可與片町線（學研都市線）銜接，在終點尼崎則是與東海道本線（JR神戶線）、福知山線（JR寶塚線）等路線接續。JR東西線是JR西日本旗下的都市網路（Urban Network）路線之一，並根據「沿線造幣局、大阪城公園等櫻花名所的印象」而選擇櫻桃色作為該路線的代表色，而路線代表記號則是英文字母「H」。
JR東西線雖然是由JR西日本負責經營，但實際上軌道等硬體設施的所有權卻是屬於為了興建片福聯絡線（也就是今日的JR東西線）而由JR西日本與大阪府、大阪市等地方自治體所共同出資成立的第三部門鐵路公司關西高速鐵道擁有。
JR東西線的正式名稱中包括「JR」兩字。雖然在此之前JR集團之下的各公司就已有在路線名稱前面加上「JR」兩字的前例，如JR京都線、JR神戶線等，但後二者實際上是在東海道本線、山陽本線等正式路線上劃定部分路段區間進行營運時，所賦予的別名。因此，在正式路線名稱中包含「JR」兩字，JR東西線是第一條、也是迄今（2016年）為止唯一的一條案例。
JR東西線全線都屬於JR集團所定義的大都市近郊區間中「大阪近郊區間」。另外，本路線也屬於JR的電車特定區間，如果旅程的起訖點都屬於此區間範圍內的車站時，即視為是通勤旅次，旅客只需負擔較標準車資更為折扣的費用。在車資收取的方式上，JR東西線全線所有車站都適用近畿地區通用的IC儲值車票——ICOCA。

### 路線資料
- 管轄（事業類別）：西日本旅客鐵道（第二種鐵道事業者）、關西高速鐵道（第三種鐵道事業者）
- 路線距離（營業距離）：12.5公里
- 軌距：1067毫米
- 站數：9個（包括起終點站）
  - 若只限屬於JR東西線的車站，排除屬於大阪環狀線的京橋站與屬於東海道本線的尼崎站[4]則為7個。
- 複線路段：全線
- 電氣化路段：全線（直流1500V）
- 閉塞方式：自動閉塞式
- 保安裝置：ATS-P
  - 沒有安裝ATS-SW，ATS-P未搭載列車不能運行。
- 最高速度：90公里/小時
- 運轉指令所（日语：運転指令所）：大阪綜合指令所（日语：大阪総合指令所）
- 列車運行管理系統（日语：列車運行管理システム）：JR寶塚、JR東西、學研都市線運行管理系統（日语：アーバンネットワーク運行管理システム）

全線由JR西日本近畿統括本部管轄。尼崎側的關西高速鐵道、JR西日本的設施上的邊界設於下神崎川橋樑的京橋方（進入與東海道本線的並行路段地點）。

## 沿線概況
京橋車站附近與神崎川至尼崎車站的區間以外，全區間為地下線、大阪城北詰 - 加島的各車站為地下車站。京橋、尼崎以外的全線地下車站為島式月台1面2線。另外，地下行走使用剛體架線。

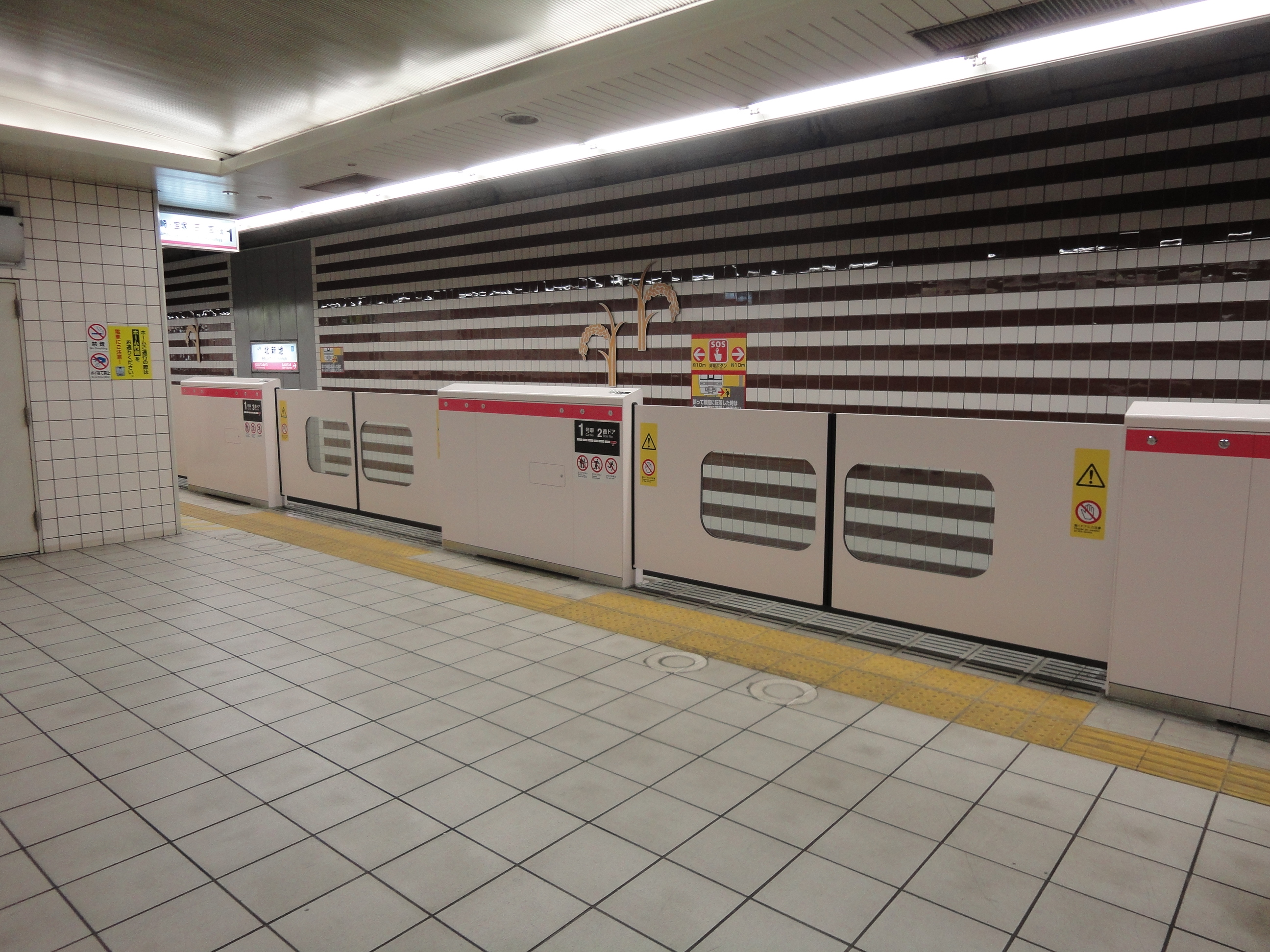
大阪天滿宮站・北新地站設置的月台門。
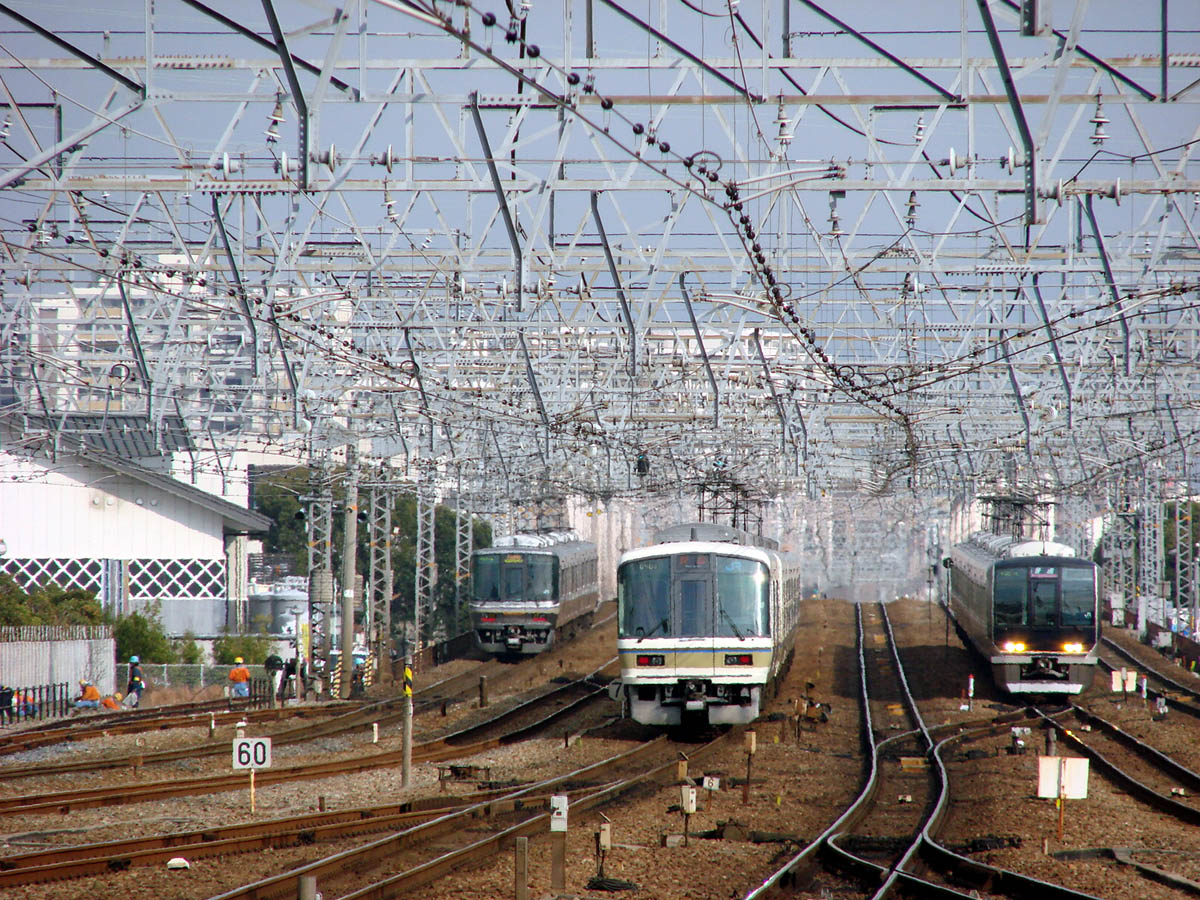
東海道本線並走區間。

## 運行形態
全列車於京橋車站開始向片町線（學研都市線）、幾乎全列車於尼崎車站向福知山線（JR寶塚線）伊丹・寶塚・篠山口方向之間於東海道・山陽本線（JR神戶線）西明石方向直通運轉。
種別上雖然有快速・區間快速・直通快速存在、但通過車站皆位於直通的片町線・福知山線區間内、於JR東西線・JR神戶線内為各車站停車。
平日朝早繁忙時間約3 - 5分間隔運行。午間時間帶為1小時8班運行。

### 神戶 Seaside Leisure 號
神戶 Seaside Leisure 號（神戶シーサイドレジャー號）是西日本旅客鐵道（JR西日本）經由四条畷車站・放出車站～西明石車站間的片町線（學研都市線）・JR東西線・東海道本線・山陽本線（JR神戶線）於2000年與2001年的7月～9月土曜・休日運行的多客臨時快速列車。
由於宣傳不足等原因。神戶 Seaside Leisure 號已停止運行。

## 使用車輛
現在、JR東西線定期運用的有207系・321系（全為網干總合車輛所明石支所所屬）。

## 歷史
- 1988年（昭和63年）
  - 5月25日：關西高速鐵道設立。
  - 10月28日 片福連絡線第二種鐵道事業免許取得。
- 1996年（平成8年）
  - 5月：正式名稱決定為JR東西線。
  - 9月25日：締結式舉行。
  - 10月20日：大阪城北詰站 → 大阪天滿宮站間JR東西線隧道散步實施[6]
  - 12月4日：試運行開始[7]。
- 1997年（平成9年）3月8日：京橋站 - 尼崎站間開業。片町線京橋站 - 片町站間由京橋站 - 大阪城北詰站間代替而廢止。
- 2002年（平成14年） 12月2日：女性専用車導入[8]。
- 2008年（平成20年）3月15日：大阪東線（本日開業）・片町線（學研都市線）・經JR東西線往關西本線（大和路線）奈良站 - 尼崎站間直通快速運行開始。
- 2010年（平成22年）12月1日：組織改正、由大阪支社管轄變更為近畿統括本部管轄[9]。
- 2011年（平成23年）
  - 3月8日：JR寶塚・JR東西・學研都市線運行管理系統 (SUNTRAS) 導入[10]。
  - 3月27日：北新地站JR西日本在來線首個可動式月台柵（月台門）開始使用[11]。
  - 4月18日：女性専用車毎日、全日設定[12]。

## 車站列表
地下線路段包括大阪城北詰站－加島站各站，車站會制定反映當地的歷史與地理的象徵，並在月台牆壁展示。
- 所有列車在該線內停靠所有車站
- ：特定都區市內制度下「大阪市內」地域車站
- 車站編號自2018年3月起引入[13]

| 車站編號 | 中文站名   | 日文站名 | 英文站名 | 站間營業距離 | 累計營業距離 | 接續路線 | 象徵     | 所在地       | 所在地       |
| -------- | ---------- | -------- | -------- | ------------ | ------------ | --- | -------- | ------------ | ------------ |
| JR-H41   | 京橋       |          |          | -            | 0.0          | 西日本旅客鐵道： 片町線（學研都市線）(直通運行)、 大阪環狀線 京阪電氣鐵道： 京阪本線 大阪市高速電氣軌道： 長堀鶴見綠地線 | -        | 大阪府大阪市 | 城東區       |
| JR-H42   | 大阪城北詰 |          |          | 0.9          | 0.9          | | 葫蘆     | 大阪府大阪市 | 都島區       |
| JR-H43   | 大阪天滿宮 |          |          | 1.3          | 2.2          | 大阪市高速電氣軌道： 谷町線、 堺筋線 …南森町 | 梅       | 大阪府大阪市 | 北區         |
| JR-H44   | 北新地     |          |          | 1.4          | 3.6          | 西日本旅客鐵道：東海道本線（ JR京都線、 JR神戶線、 JR寶塚線）、 大阪環狀線 …大阪 大阪市高速電氣軌道： 御堂筋線 …梅田、 谷町線 …東梅田、 四橋線 …西梅田 阪神電氣鐵道： 本線 …大阪梅田 阪急電鐵： 神戶本線、 寶塚本線、 京都本線…大阪梅田 | 稻穗     | 大阪府大阪市 | 北區         |
| JR-H45   | 新福島     |          |          | 1.2          | 4.8          | 西日本旅客鐵道： 大阪環狀線 …福島 阪神電氣鐵道： 本線 …福島 | 逆櫓之松 | 大阪府大阪市 | 福島區       |
| JR-H46   | 海老江     |          |          | 1.2          | 6.0          | 阪神電氣鐵道： 本線 …野田 大阪市高速電氣軌道： 千日前線 …野田阪神 | 野田藤   | 大阪府大阪市 | 福島區       |
| JR-H47   | 御幣島     |          |          | 2.6          | 8.6          | | 渡船     | 大阪府大阪市 | 西淀川區     |
| JR-H48   | 加島       |          |          | 1.7          | 10.3         | | 青海波   | 大阪府大阪市 | 淀川區       |
| JR-H49   | 尼崎       |          |          | 2.2          | 12.5         | 西日本旅客鐵道： 東海道本線（JR神戶線）(直通運行)、 福知山線（JR寶塚線）(直通運行) | -        | 兵庫縣尼崎市 | 兵庫縣尼崎市 |

1. ↑  北新地站與大阪站之間有徒步轉乘的特例（參見#乘車制度）
2. ↑  運行系統上的「京都本線」。該線的正式起點是十三站

線內所有車站都是JR西日本直營站。

## 關連項目
- 日本鐵路線一覽
- 日本鐵路線列表
- 日本鐵路車站列表